# Vixen (comics)
Pour les articles homonymes, voir Vixen.
Vixen (de son vrai nom Mari McCabe) est une super-héroïne appartenant à l'univers de DC Comics. Elle a failli être la première super-héroïne afro-américaine à posséder son propre titre, mais le premier épisode de sa série est annulé en 1978 (et finalement publié dans Cancelled Comics Cavalcade). Sa première apparition publiée a donc lieu dans Action Comics #521 (juillet 1981).

## Biographie fictive
Mari Jiwe McCabe grandit à Zambesi. Sa mère est tuée par des braconniers et son père, le révérend "Richard Jiwe", l'a élevé. Ce dernier est tué par son propre demi-frère, le "Général Maksai".
Mari Jiwe McCabe déménage aux États-Unis et devient mannequin à New York. Plus tard, en revenant sur sa terre natale, elle reprend le totem des griffes de son oncle et avec le totem, elle devient la superbe héroïne Vixen.

## Biographie Alternative
Dans Flashpoint, elle est l'homologue négative de Wonder Woman.

### Télévision

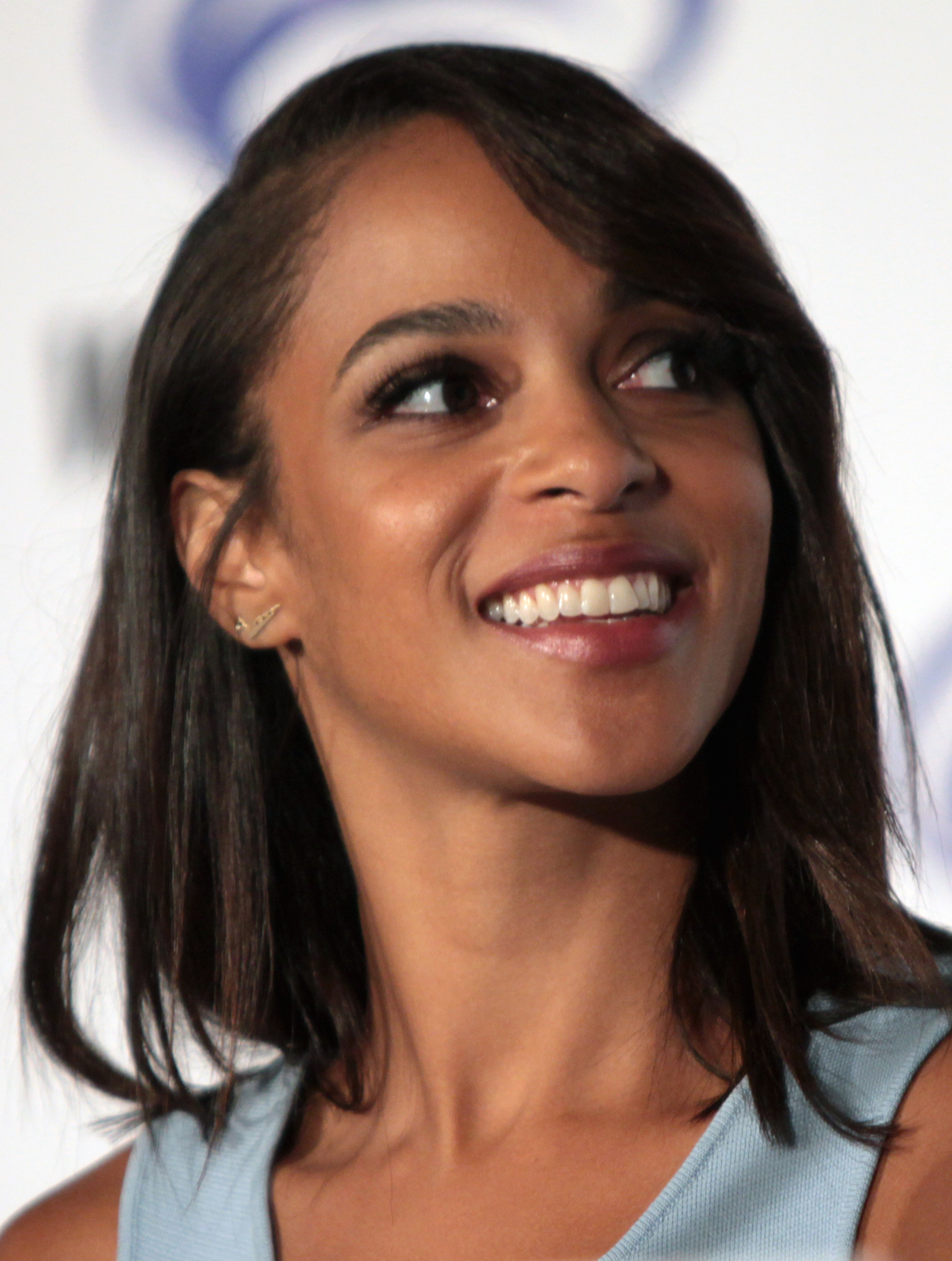
Megalyn Echikunwoke